# Jüdischer Krieg (Flavius Josephus)

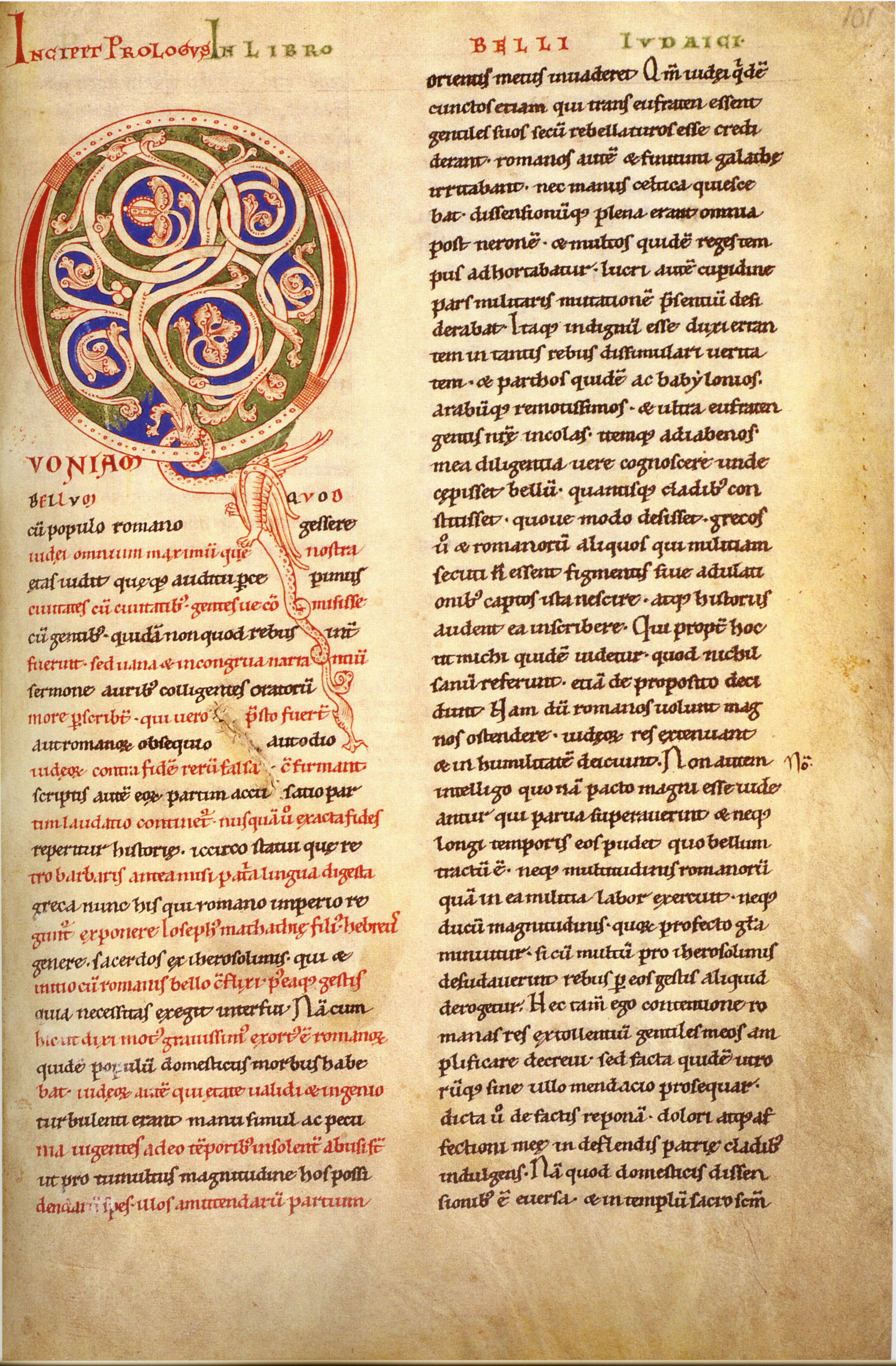
Der Anfang des Jüdischen Kriegs in lateinischer Übersetzung in der Handschrift Köln, Dombibliothek, 163, fol. 101r (12. Jahrhundert)

Jüdischer Krieg oder Geschichte des jüdischen Krieges (altgriechisch Περὶ τοῦ Ἰουδαϊκοῦ πολέμου Perì toῦ Ioudaikoῦ polémou oder Ἱστορία Ἰουδαϊκοῦ πολέμου πρὸς Ῥωμαίους Historía Ioudaikoῦ polémou pròs Rhōmaíous, lateinisch De bello Iudaico oder Bellum Iudaicum, in diesem Artikel zitiert als Bellum) ist ein Werk des jüdisch-hellenistischen Historikers Flavius Josephus. Es behandelt den Aufstand der Juden gegen die Römer in den Jahren 66 bis 74 sowie vorangegangene Ereignisse, die zum Krieg führten.

## Gliederung des Werks
Wie Josephus im Vorwort selbst erklärte, hatte er sein Werk in sieben „Bücher“ eingeteilt. Buch 1 ist bei weitem das längste; die ersten beiden Bücher machen zusammen 42 % des gesamten Textes aus. Auf diese Weise wird die im vierten Buch berichtete Ermordung der Hohenpriester Ananus und Jesus als Wendepunkt der Handlung betont: von nun an erscheint der Untergang Jerusalems und des Tempels unvermeidlich. Josephus ging weit in die Vergangenheit zurück, um an eine Zeit der Kooperation zwischen Römern und Judäern zu erinnern, die bereits gestört, in der Ära Nero aber endgültig erschüttert worden sei. Denn Nero ernannte den Prokurator Gessius Florus. Dessen Unfähigkeit und Parteilichkeit zugunsten der Samaritaner ließ die Judäer zur Selbsthilfe greifen. Bürgerkrieg sei die Folge gewesen, „Tyrannen“ hätten an Zulauf gewonnen, die dann Jerusalem ins Verderben geführt hätten. Mit Vespasian und Titus seien in Rom aber nun moralisch integre Männer an der Macht, die die moralische Integrität der Judäer anerkannten. „Man kann das jämmerliche Erbe Neros in Rom wie in Judäa nur beklagen, dann aber einen Schlussstrich darunter ziehen, da Männer mit Charakter im Aufstieg begriffen sind.“ (Steve Mason)

## Inhaltsangabe

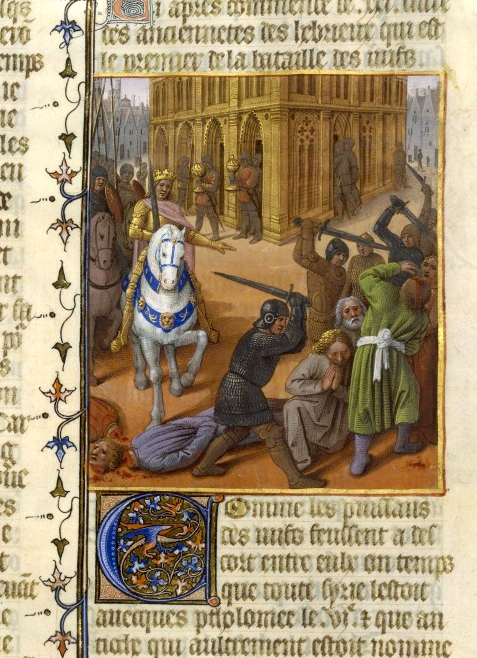
Antiochos IV. erobert Jerusalem, seine Soldaten töten die Bevölkerung; im Hintergrund werden Geräte aus dem Tempel herausgetragen (Buchmalerei von Jean Bourdichon, in einer französischen Ausgabe von Antiquitates und Bellum, um 1470. Bibliothèque nationale de France, NAF 21013, fol. 123r)

### Buch 1
Unter der Regierung des Seleukidenherrschers Antiochos IV. kommt es zu einem Konflikt zwischen Oniaden und Tobiaden in Jerusalem; der Hohepriester Onias flieht ins Ptolemäerreich und gründet einen Tempel nach dem Muster des Jerusalemer Tempels in Heliopolis. In Judäa erhebt sich die Bevölkerung unter Führung der Makkabäer erfolgreich gegen die seleukidische Oberherrschaft. Dadurch entsteht ein unabhängiger jüdischer Staat. Das priesterlich-königliche Geschlecht der Hasmonäer regiert in Jerusalem und erweitert das Territorium Judäas durch Eroberungen. Herodes entmachtet die Hasmonäer und ist hier im Bellum als tragische Gestalt gezeichnet: außenpolitisch als Verbündeter Roms erfolgreich, scheitert er innenpolitisch durch Unbeherrschtheit und Intrigen in seiner Familie. Das Buch endet mit dem Tod des Herodes.

### Buch 2
Um Herodes’ Nachfolge kommt es zu Konflikten. Rom versucht, von Jerusalem und Caesarea Maritima aus seine Herrschaft über Judäa zu festigen. Das Unvermögen des Prokurators Gessius Florus, den Konflikt zwischen Judäern und Samaritanern zu schlichten (bzw. im Sinne des Josephus: zugunsten der Judäer zu entscheiden), führt dazu, dass sich militante Gruppen, sogenannte „Räuber“, bilden. Jüdische und nichtjüdische Einwohner Caesareas ringen um die Dominanz in der von Herodes gegründeten Stadt; dieser Konflikt destabilisiert die Region. Eine Strafexpedition des Statthalters von Syrien, Gaius Cestius Gallus, endet mit einer römischen Niederlage bei Bet-Ḥoron. Widerstrebend bereiten sich die führenden Kreise in Jerusalem auf den danach zu erwartenden Krieg mit Rom vor. Josephus bekommt die Verteidigung Galiläas übertragen.

### Buch 3
Kaiser Nero beauftragt Vespasian mit der Rückeroberung Judäas. Eine gewaltige römische Armee nähert sich Galiläa, doch Josephus kann sie durch kluge Kriegführung eine Weile aufhalten. Er hält Jotapata 47 Tage gegen die römische Belagerung und gerät unter dramatischen Umständen in Gefangenschaft. Er sagt Vespasian das Kaisertum voraus. Ansonsten fällt Galiläa der römischen Armee leicht zu, da die zentrale Stadt Sepphoris in dem gesamten Konflikt pro-römisch ist.

### Buch 4
Vespasian und sein Sohn Titus schlagen den letzten jüdischen Widerstand in Gamla, auf dem Tabor und in Gischala nieder, danach ist Galiläa in römischer Hand. Der Milizenführer Johannes von Gischala zieht sich mit seinen Kämpfern nach Jerusalem zurück und entwickelt sich dort zum „Tyrannen“. Er holt Idumäer in die Stadt, die populäre Angehörige der Priesteraristokratie ermorden. Die noch verbliebenen Angehörigen der Oberschicht holen Schimon bar Giora mit seinen Leuten in die Stadt, den Gegenspieler des Johannes von Gischala. Während in Jerusalem der Bürgerkrieg eskaliert, richtet sich der Blick am Ende des 4. Buchs auf eine andere vom Bürgerkrieg zerrissene Stadt: Rom. Nach der Ausrufung des Vespasian zum Kaiser wird Titus mit der Beendigung des Feldzugs beauftragt – der Eroberung Jerusalems.

### Buch 5
In Jerusalem tobt der Bürgerkrieg, die Bevölkerung leidet. Aber die ersten Maßnahmen der anrückenden römischen Armee werden erfolgreich abgewehrt. Der Erzähler schiebt nun eine Beschreibung der militärisch relevanten Topografie Jerusalems ein, wodurch die starke Befestigung der Stadt ins rechte Licht gerückt wird. Abschließend wird der Tempel beschrieben. Der Kampf wogt zwischen Juden und Römern hin und her, wobei sich einzelne Kämpfer auf beiden Seiten auszeichnen. Josephus hält den Belagerten eine große Rede, in der er das Geschehen geschichtstheologisch deutet. „Im Hintergrund steht das allmähliche Härterwerden des Titus, nachdem seine vielen Versuche, mit Zuckerbrot und Peitsche eine frühe Übergabe der Stadt zu erreichen, zurückgewiesen wurden.“

### Buch 6
Die vom bisherigen Misserfolg erbitterte römische Armee setzt die Belagerung mit ihrer charakteristischen Technik fort. In der Stadt wird das Elend immer größer. Maria, eine aristokratische Jerusalemerin, schlachtet ihr Kind und isst es. Als Titus von diesem Akt des Kannibalismus erfährt, gelobt er, Jerusalem zu zerstören. Allerdings will er den Tempel erhalten. Die Kriegsereignisse gehen darüber hinweg: nachdem die römische Armee in die Stadt und auf das Tempelgelände vordringt, legt ein einzelner Soldat dort Feuer, und dem Feldherrn gelingt es nicht, eine Löschaktion zu veranlassen. Da der Tempel also verloren ist, sieht sich Titus dort alles selbst genau an. Die Zerstörung des Tempels ist unvermeidlich; da er durch die Frevel der „Tyrannen“ besudelt wurde, ist dies Gottes Wille.

### Buch 7
Für die jüdische Bevölkerung in Syrien und Ägypten hat die Niederlage im Krieg weiteres Leiden zur Folge. In Rom feiern die Flavier ihren Triumph über Judäa; die erbeuteten Tempelgeräte werden dabei mitgeführt und später im Templum Pacis aufgestellt. In Judäa fallen die letzten Festungen in römische Hand. Die Verteidiger von Machaerus beeindrucken durch ihren heroischen Kampf und erreichen in Verhandlungen freien Abzug (was aber nicht für die Zivilbevölkerung gilt). Die Verteidiger von Masada begehen kollektiven Selbstmord. Das Buch endet mit der Zerstörung des Oniastempels in Ägypten und mit der Entlastung des Josephus von Vorwürfen antirömischer Aktivitäten.

## Kriegsgeschichte eines Besiegten für die Sieger

### Erzählhaltung
Josephus betonte, dass er als Augenzeuge allen Historikern überlegen sei, die sich mit Kenntnissen aus zweiter Hand daranmachten, diesen Krieg zu beschreiben. Außerdem wolle er beide Seiten gerecht darstellen. Wer dem Kriegsgegner, den Judäern, Respekt verweigere, setze auch die Leistung von Vespasian und Titus herab. In seinem Vorwort stellte sich Josephus in die Tradition griechischer Geschichtsschreibung. Die Forschung ist geteilter Meinung, wie stark Josephus von Thukydides beeinflusst war oder nur stereotype Versatzstücke von ihm übernahm. Jedenfalls verstieß er explizit gegen dessen Norm der Objektivität, indem er ankündigte, über das Unglück seiner Heimat und seiner Stadt klagen zu wollen. Angesichts des Leidens im belagerten Jerusalem bricht der Erzähler im 5. Buch dann wirklich in Klage aus und ruft sich zur Ordnung:

„Doch zurückhalten muß man auch den Schmerz aufgrund der Normen der Geschichtsschreibung, da nicht für Klagen über eigenes Leid der Zeitpunkt ist, sondern für die Darstellung von Tatsachen.“

Jonathan Price fragt, warum Josephus mit Problemen ringe, die er selbst geschaffen habe: der Widerspruch zwischen Objektivität und Parteilichkeit sei für den antiken Leser geradezu schmerzhaft, und Josephus hätte sein explizites Klagen ebenso gut unterlassen können.
Nach Martina Hirschberger knüpfte Josephus hier an das biblische Rollenvorbild des Propheten Jeremia an, dem Klagelieder über die Eroberung von Jerusalem (587/586 v. Chr.) zugeschrieben wurden. Das Bellum stellt in ihrer Sicht eine spannungsvolle Synthese griechischer und jüdischer Historiographie dar. Sören Swoboda betont, dass Josephus sich an römische Leser wende, die erst einmal nicht zur Klage über Jerusalem disponiert seien. Das Leiden der jüdischen Bevölkerung nehme im Bellum deshalb breiten Raum ein. Der intendierte nichtjüdische Leser sollte Mitleid empfinden. Denn Titus und seine Armee, „die das Strafgericht ausführende Macht […] wird an sich positiv skizziert und zeigt an exponierten Stellen sogar selbst Mitleid.“ Die emotionale Aufladung unterscheide das Bellum von der eher nüchternen Geschichtsdarstellung der Antiquitates. Etwas anders setzt Caryn A. Reeder die Akzente: In mehreren Reden, zuletzt durch Josephus selbst vor den Mauern von Jerusalem, wurde den Rebellen offeriert, ihre Frauen und Kinder zu retten und sich den Römern zu unterwerfen. Das lehnten sie ab. Die Gräuel, die die Zivilbevölkerung erlebte, schildere Josephus so ausführlich, weil sie zur Dämonisierung der Rebellen beitragen.

### Josephus als Erzähler und Josephus als Akteur
Der Erzähler stellt sich eingangs als Josephus, Jerusalemer Priester und Augenzeuge der im Folgenden beschriebenen Ereignisse vor. Er begleitet das Geschehen mit seinen Kommentaren und besitzt gegenüber den handelnden Personen einen großen Informationsvorsprung. Erst im zweiten der sieben Bücher tritt in 3. Person ein jüdischer Feldherr Josephus auf. Am Ende des Werks (7,448) identifiziert sich der Erzähler mit dieser Figur. Beide sind bis dahin strikt voneinander getrennt. Dem jüdischen Feldherrn Josephus kommt innerhalb des Kriegsgeschehens eigentlich nur eine Nebenrolle zu, und der Blick des Lesers sollte sich auf Vespasian und Titus richten. Tatsächlich wird der Feldherr Josephus aber durch die spannende Jotapata-Erzählung in den Mittelpunkt des 3. Buchs gerückt und bekommt bei der Belagerung Jerusalems noch einen zweiten, umfangreichen Auftritt im 5. Buch. Zwischen den Fronten stehend, hält er den Belagerten eine Rede, in der er sie zur Übergabe auffordert. Die militärisch bedeutungslose und (da eine Konsequenz aus seiner Gefangenschaft) auch nicht rühmliche Rolle des Josephus als Unterhändler ist im Bellum erheblich aufgewertet. Nach dem Vorbild des biblischen Propheten Jeremia deutet er in dieser Rede die Zerstörung Jerusalems und des Tempels.

## Themen

### Integrität des Autors
Geschichtsschreibung war in der Antike ein moralisches Unterfangen, dem sich idealerweise ältere Politiker widmeten, die dabei von ihrem Ruf als Personen des öffentlichen Lebens, womöglich auch militärischer Erfahrung, zehrten. Für Josephus war es als Autor des Bellum von zentraler Bedeutung, die Leser von seiner Integrität zu überzeugen. War dieses Vertrauensverhältnis vorhanden, so würden sie auch seine Geschichtsdarstellung akzeptieren, bzw. die Geschichtsdarstellung zerfiel in eine Reihe von Beispielerzählungen, mit denen der Autor ihm wichtige moralische Themen illustrieren konnte.

### Härte und Todesverachtung

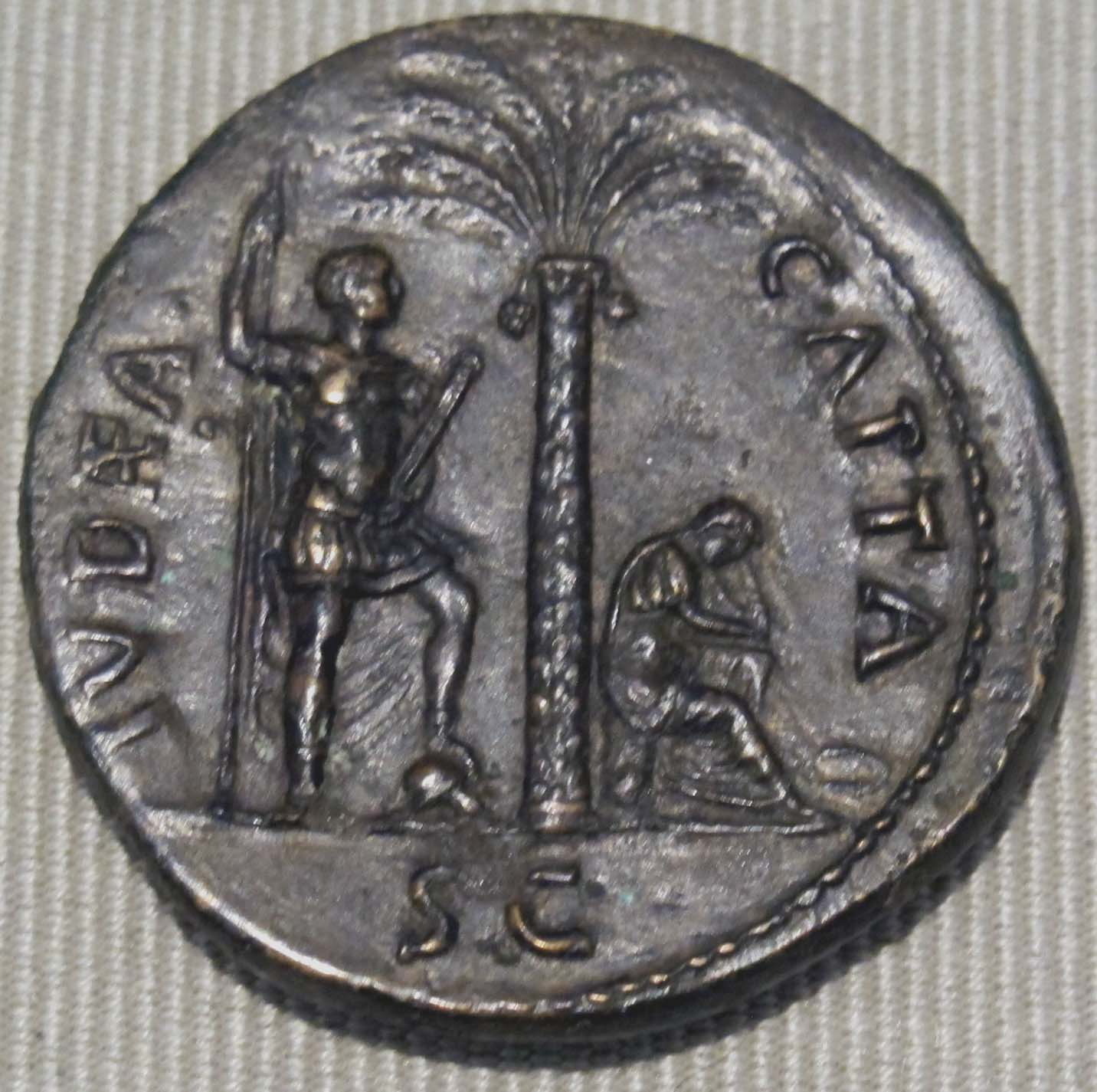
Iudaea-capta-Münze Vespasians: links Vespasian stehend, mit Speer und Parazonium, den Fuß auf einem Helm; rechts sitzt Judäa unter einer Palme, dargestellt als trauernde Frau (Cabinet des Médailles)

Gängige römische Propaganda war es, besiegten Feinden die Männlichkeit abzusprechen (vgl. die Capta-Münzen, Foto). Josephus verfolgt dagegen im Bellum die Strategie, sein Volk als ein zweites Sparta darzustellen – „Todesverachtung“ (θανάτου περιφρόνησις thanátou periphrónēsis) und „Durchhaltevermögen“ (καρτερία kartería) der Männer sind Leitworte. In diesen Kontext ordnet Mason die Essener-Beschreibung im Bellum mit ihrem militärisch geprägten Vokabular ein. Essener seien eine Art jüdische Elitekämpfer; Josephus verortete die Essener nicht in einer klosterartigen Siedlung (Qumran), sondern betonte, diese harten Asketen seien überall anzutreffen, sie hätten kein Zentrum. Die Jüdinnen im Bellum entsprachen geradezu klischeehaft einem antiken Frauenideal; sie seien furchtsam, aufs Haus bezogen, suchten männlichen Schutz. Zwar rühmte Josephus die überlegene militärische Disziplin der Römer. Aber er äußerte vorsichtig Kritik an der grausamen Behandlung ihrer Gefangenen.

### Ende des Tempels
Die Bedeutung, die Jerusalem und der Tempel im Kriegsbericht des Josephus haben, wird im Vergleich mit Tacitus deutlich. Dem römischen Historiker zufolge hatte Titus Rom vor Augen, und die Eroberung Jerusalems war eine Zwischenstation auf dem Weg dahin. Josephus dagegen inszenierte die Annäherung an Jerusalem. Als die römische Armee den Berg Skopus erreicht, heißt es, dass dies der Punkt sei, von wo man die Stadt und den leuchtenden Tempel erstmals sehe. Vor Beginn der Belagerung Jerusalems schiebt er als retardierendes Element einen imaginierten Stadtrundgang ein, der dem Leser die militärisch relevante Topografie erläutert. Sein Abschluss und Höhepunkt ist eine Tempelbesichtigung: Geleitet von dem Priester Josephus, gelangen die intendierten nichtjüdischen Leser in immer heiligere Bereiche, die sie im realen Tempel nie hätten betreten dürfen. Josephus betonte, wohl historisch unzutreffend, dass Titus den Tempel habe schonen wollen. Dafür nahm er in Kauf, dass für den römischen Leser ein katastrophales Bild eines hilflos gestikulierenden Feldherrn und völlig disziplinvergessener Legionäre entstand:

„Zwar zeigte der Cäsar durch Rufen und Gebärden den Kämpfenden an, das Feuer zu löschen, doch sie hörten den Rufenden nicht […], und auf die Handzeichen achteten sie nicht […]. Weder Ermahnung noch Drohung hielt die Angriffe der hereinbrechenden Legionen auf, sondern die Wut führte bei allen den Oberbefehl.“

Fausto Parente schlägt vor, dass Josephus mit dieser (fiktiven) Szene seinen jüdischen Lesern eine Deutung der Tempelzerstörung anbieten wollte: der Feldherr war nicht imstande, die destruktive Wut seiner Legionäre aufzuhalten, denn die Gottheit selbst wollte den Tempel zerstören. Aber die Leserschaft des Bellum war vorwiegend nichtjüdisch, und Josephus hatte sie nicht umsonst auf eine imaginäre Tempelbesichtigung mitgenommen, vermutet Ernst Baltrusch. Dass ein solches Meisterwerk der Architektur geschleift wurde, war auch nach den Maßstäben gebildeter Römer ein Verlust. Der Wiederaufbau könnte darum auch ihr Anliegen werden; Josephus verfolgte diesen Gedanken in seinen späteren Werken weiter.

## Rezeption
Das Bellum ist die bedeutendste Quelle für die Geschichte Judäas von der frühen hellenistischen Zeit bis zur Zerstörung des Zweiten Tempels. Kirchenväter wie Eusebius von Caesarea und Origenes werteten dieses Werk als Zeugnis für die christliche Heilsgeschichte aus und interpretierten das Ende des Zweiten Tempels als Strafe für den Tod Jesu Christi. Im Mittelalter war das Bellum eines der am meisten verbreiteten historischen Werke.

## Textforschung
Benedikt Niese erstellte den griechischen Text des Bellum aufgrund von sieben Pergamentcodices, die nach seinem Urteil den besten Text boten:
- Codex Parisinus Graecus 1425, 10./11. Jahrhundert, Bibliothèque nationale de France
- Codex Ambrosianus D50sup. = Gr. 234, 11. Jahrhundert, Biblioteca Ambrosiana (Mailand): Sammelhandschrift mit sechs verschiedenen Werken, Bellum kommt an erster Stelle, danach Antiquitates.[24]
- Codex Marcianus Graecus 383, 12. Jahrhundert, Biblioteca Nazionale Marciana (Venedig)
- Codex Laurentianus, Plutei 69, Codex 19, 11./12. Jahrhundert, Biblioteca Medicea Laurenziana (Florenz)
- Codex Vaticanus Graecus 148, 10./11. Jahrhundert, Vatikanische Apostolische Bibliothek[25]
- Codex Palatinus Graecus 284, 11./12. Jahrhundert, Vatikanische Apostolische Bibliothek[26]
- Codex Urbinas Graecus 84, 11. Jahrhundert, Vatikanische Apostolische Bibliothek[27]

Die besondere Bedeutung der Codices Parisinus und Ambrosianus wurde schon im 19. Jahrhundert erkannt, und Niese schloss sich diesem Urteil an. Gemeinsam mit den Codices Marcianus und Laurentianus bilden sie eine Textgruppe. Die andere Textgruppe wird von den Codices Vaticanus, Palatinus und Urbinus gebildet.
Die Qualität der griechischen Bellum-Handschriften ist insgesamt eher schlecht (allerdings: unter den Werken des Josephus ist Bellum vergleichsweise am besten überliefert). Deshalb sind die langen Zitate aus antiken Josephus-Handschriften, die sich bei christlichen Autoren der Spätantike finden, als indirekte Tradition wichtig, und hier besonders die Bellum-Zitate in der Kirchengeschichte des Eusebius von Caesarea. Diese Exzerpte wurden sorgfältig angefertigt.
Als Verfasser der lateinische Übersetzung des Bellum gilt traditionell Rufinus von Aquileia (diese Zuschreibung stammt allerdings erst aus dem 15. Jahrhundert, daher: Pseudo-Rufinus). Sie entstand wahrscheinlich im 4./5. Jahrhundert und zeichnet sich durch große Wörtlichkeit aus. Da die lateinische Texttradition in Nieses kritischem Apparat unzureichend erfasst ist und eine kritische Ausgabe des lateinischen Bellum fehlt, ist die beste Alternative, die Digitalisate der lateinischen Manuskripte heranzuziehen. Die lateinischen Drucke des Bellum bleiben hierfür außer Betracht, da sie auf relativ schlechten Manuskripten beruhten und spätere Drucke nach dem gedruckten griechischen Text durchkorrigiert sind, somit nicht mehr die lateinische Texttradition des frühen Mittelalters bieten:
- Codex Vaticanus Latinus 1992, 10. Jahrhundert, Vatikanische Apostolische Bibliothek: Nieses Zeuge erster Ordnung für den lateinischen Text, aber, wie von ihm auch festgestellt, mit einigen offensichtlichen Fehlern[31]

- Werd, Lat. Fol. 226, vor 1159, Staatsbibliothek zu Berlin,
- Dom Handschrift 162/163, 12. Jahrhundert, Erzbischöfliche Diözesan- und Dombibliothek Köln: Zweibändige Ausgabe der Hauptwerke des Josephus, Antiquitates und Bellum; Bellum findet sich im zweiten Teil von Dom Hs. 163[32]
- Plutei 66.5/6, 11. Jahrhundert, Biblioteca Medicea Laurenziana (Florenz)[33]
- Bestand 7010 (Handschriften (Wallraf) 276), 12. Jahrhundert, Historisches Archiv der Stadt Köln[34]

Außer den Handschriften, die den lateinischen Text des Bellum enthalten (=Iosephus Latinus), sind auch Handschriften mit einer freien lateinischen Paraphrase des Bellum (=Pseudo-Hegesippus) aufgrund ihres frühen Entstehungsdatums für die Textforschung interessant. Die älteste erhaltene Handschrift des Pseudo-Hegesippus entstand Ende des 6. Jahrhunderts in Italien und befindet sich heute in der Universitätsbibliothek Kassel.

## Bibliographie

### Werkausgaben

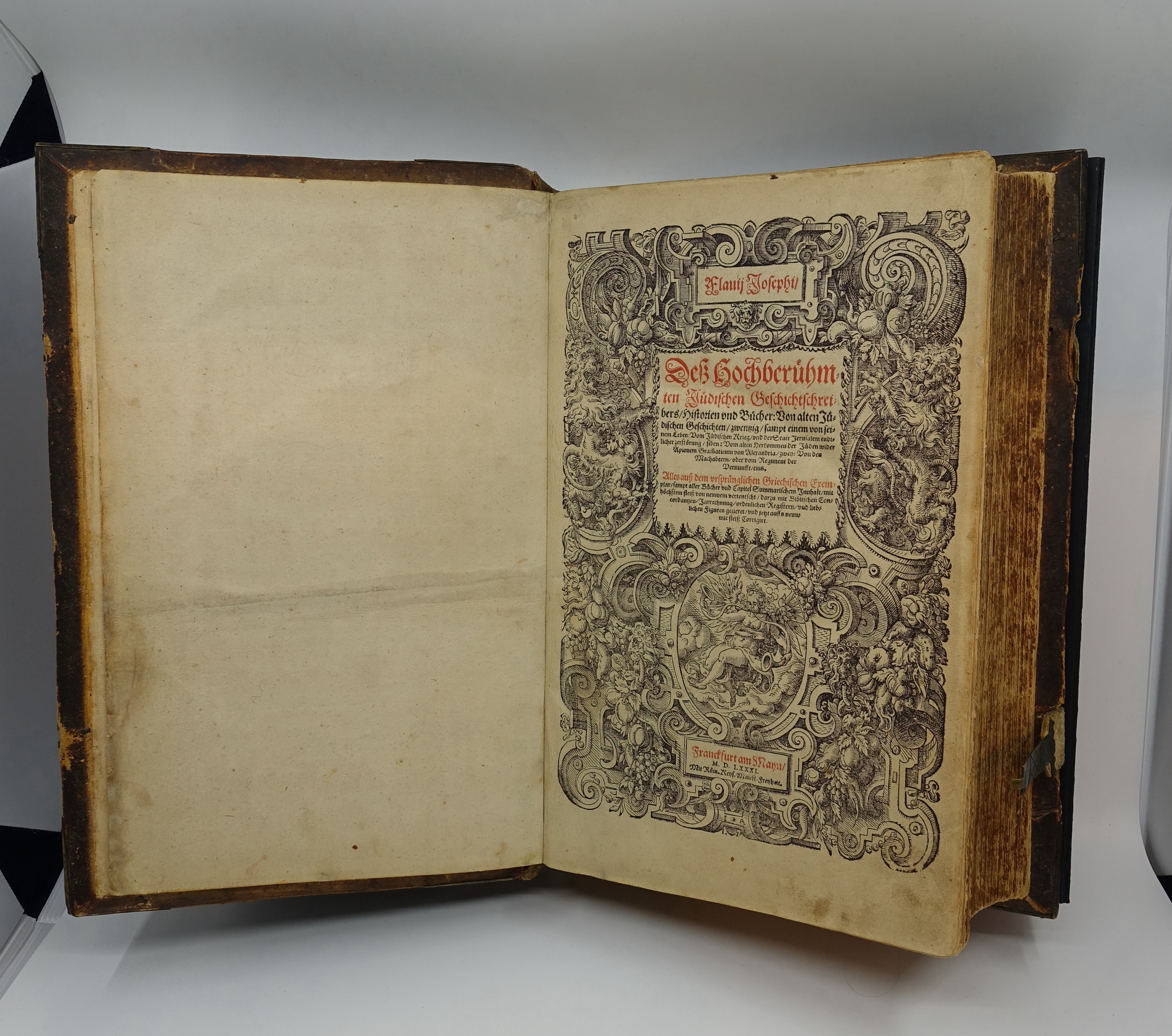
1581 deutsche Ausgabe von Josephi’s Von alten jüdischen Geschichten. Vom jüdischen Krieg. In der Sammlung des Jüdischen Museums der Schweiz.

- 1581 deutsche Ausgabe von Josephi’s Von alten jüdischen Geschichten. Vom jüdischen Krieg. In der Sammlung des Jüdischen Museums der Schweiz.Flavii Iosephi Opera. Edidit et apparatu critico instruxit Benedictus Niese. 7 Bde. Berlin 1885–1895. – Bd. 6: De bello Iudaico libros VII. Ediderunt Justus a Destinon et Benedictus Niese. 1894. LXXVI, 628 S.
- De bello Judaico – Der Jüdische Krieg. Griechisch–deutsch, herausgegeben und mit einer Einleitung sowie mit Anmerkungen versehen von Otto Michel und Otto Bauernfeind. wbg academic, 3 Bände, Sonderausgabe (2., unveränderte Auflage) Darmstadt 2013. ISBN 978-3-534-25008-0.
- Der Jüdische Krieg, übersetzt von Hermann Endrös, Nachwort und Anmerkungen von Gerhard Wirth. Goldmann, München 1993. ISBN 978-3-442-07579-9.

### Hilfsmittel
- A complete concordance to Flavius Josephus. Hrsg. von Karl Heinrich Rengstorf und Abraham Schalit. Leiden 1968–1983. – Bd. 1: Α–Δ. 1973. XXVIII, 546 S. – Bd. 2: Ε–Κ. 1975. 550 S. – Bd. 3: Λ–Π. 1979. 598 S. – Bd. 4: Ρ–Ω. 1983. 398 S. – Supplementband: Namenwörterbuch zu Flavius Josephus. Bearbeitet von Abraham Schalit. 1968. XVI, 144 S.
- Heinz Schreckenberg: Bibliographie zu Flavius Josephus. 2 Bände. Leiden 1968–1979. Bd. 1: Bibliographie. 1968. XVIII, 336 S. Bd. 2: Supplementband mit Gesamtregister. 1979. XII, 242 S.

### Monographien
- Günther Baumbach: Die Pharisäerdarstellung des Josephus – propharisäisch oder antipharisäisch? Münster 1997. 42 S.
- Helgo Lindner: Die Geschichtsauffassung des Flavius Josephus im „Bellum Judaicum“. Gleichzeitig ein Beitrag zur Quellenfrage. Brill, Leiden 1972. XII, 166 S.
- Gottfried Mader: Josephus and the Politics of Historiography: Apologetics and Impression Management in the Bellum Judaicum. Brill, Leiden 2000.
- Sören Swoboda: Tod und Sterben im Krieg bei Josephus. Die Intentionen von Bellum und Antiquitates im Kontext griechisch-römischer Historiographie. Mohr Siebeck, Tübingen 2014. XVI, 602 S.
- Birke Siggelkow-Berner: Die jüdischen Feste im Bellum Judaicum des Flavius Josephus. Mohr Siebeck, Tübingen 2011.
- Willem Cornelis van Unnik: Flavius Josephus als historischer Schriftsteller. Heidelberg 1978. 68 S.

### Aufsätze
- Josephus-Studien. Untersuchungen zu Josephus, dem antiken Judentum und dem Neuen Testament. Otto Michel zum 70. Geburtstag gewidmet. Hrsg. v. Otto Betz. Göttingen 1974. 414 S.
- Otto Michel: Die Rettung Israels und die Rolle Roms nach den Reden im „Bellum Iudaicum“. Analysen und Perspektiven. In: Aufstieg und Niedergang der römischen Welt. Geschichte und Kultur Roms im Spiegel der neueren Forschung. Hrsg. v. Hildegard Temporini u. Wolfgang Haase. Bd. 21: Religion. Hellenistisches Judentum in römischer Zeit. Philon und Josephus. Halbbd. 2: Principat. Berlin 1984. S. 945–976.
- Günter Mayer: Art. Josephus Flavius. In: Theologische Realenzyklopädie. Hrsg. v. Gerhard Müller. Bd. 17: Jesus Christus V – Katechismuspredigt. Berlin 1988. S. 258–264.
- René Bloch: Art. Iosephos Flavios (Flavius Josephus). Bellum Iudaicum. In: Der Neue Pauly. Suppl.-Bd. 7: Die Rezeption der antiken Literatur. Kulturhistorisches Werklexikon. Hrsg. v. Christine Walde. Stuttgart 2010. S. 397–406.
- Louis H. Feldman: Flavius Josephus Revisited: The Man, His Writings, and His Significance. In: Wolfgang Haase (Hrsg.): Aufstieg und Niedergang der römischen Welt Band 21/2 (Hellenistisches Judentum in römischer Zeit: Philon und Josephus [Forts.]). Walter de Gruyter, Berlin / New York 1984.
- Louis H. Feldman: Josephus and Modern Scholarship (1937–1980). Walter de Gruyter, Berlin / New York 1984.
- Steve Mason: Josephus’s Judean War. In: Honora Howell Chapman, Zuleika Rodgers (Hrsg.): A Companion to Josephus. Wiley, Chichester 2016, S. 13–35.
- Gohei Hata: Is the Greek Version of Josephus’s Jewish War a Translation or a Rewriting of the First Version? In: The Jewish Quarterly Review 66 (1975), S. 89–108.
- Tessa Rajak: Friends, Romans, Subjects: Agrippa II’s Speech in Josephus’ Jewish War. In: Loveday Alexander (Hrsg.): Images of the Empire. JSOT Press, Sheffield 1991, S. 122–134.